# Орипяа
Орипяа (фин. Oripää) — община в провинции Исконная Финляндия, губерния Западная Финляндия, Финляндия. Общая площадь территории — 117,73 км², из которых 0,1 км² — вода.

## Демография
На 31 декабря 2022 года в общине Орипяа проживают 1317 человек: 694 мужчины и 623 женщины.
Финский язык является родным для 96,68 % жителей, шведский — для 0,21 %. Прочие языки являются родными для 3,11 % жителей общины.
Возрастной состав населения:
- до 14 лет — 19,97 %
- от 15 до 64 лет — 58,43 %
- от 65 лет — 21,38 %

Изменение численности населения по годам:
| Год  | Численность |
| ---- | ----------- |
| 1980 | 1480        |
| 1990 | 1414        |
| 2000 | 1342        |
| 2010 | 1414        |
| 2020 | 1334        |
| 2022 | 1317        |